# Protosphyraena
Protosphyraena è un genere di pesci ossei estinto, appartenente ai pachicormiformi. Era vagamente simile al pesce spada (Xiphias gladius), ed è vissuto nel Cretaceo superiore (tra 90 e 70 milioni di anni fa). I suoi resti sono stati rinvenuti in Europa, Asia e Nordamerica.

## Un "pesce spada" del Cretaceo
In generale la protosfirena era molto simile a un odierno pesce spada, ma era più piccola e con un rostro più corto. La sua forma era meno idrodinamica e gli adulti possedevano grandi denti simili a pugnali (mentre i pesci spada adulti sono sprovvisti di denti). Scheletri completi di protosfirena sono piuttosto rari; in alcune parti del calcare di Niobrara in Kansas e in Alabama sono molto comuni gli esemplari frammentari, e includono di solito denti isolati, rostri e parti delle pinne pettorali dai bordi seghettati. Generalmente le parti di cranio e gli scheletri postcranici sono ritrovati separatamente. Questa caratteristica fossilizzazione è spiegata con il fatto che lo scheletro della protosfirena era meno ossificato di quello della maggior parte dei pesci ossei e veniva distrutto dai necrofagi o disperso nell'acqua prima di essere seppellito e di fossilizzarsi.

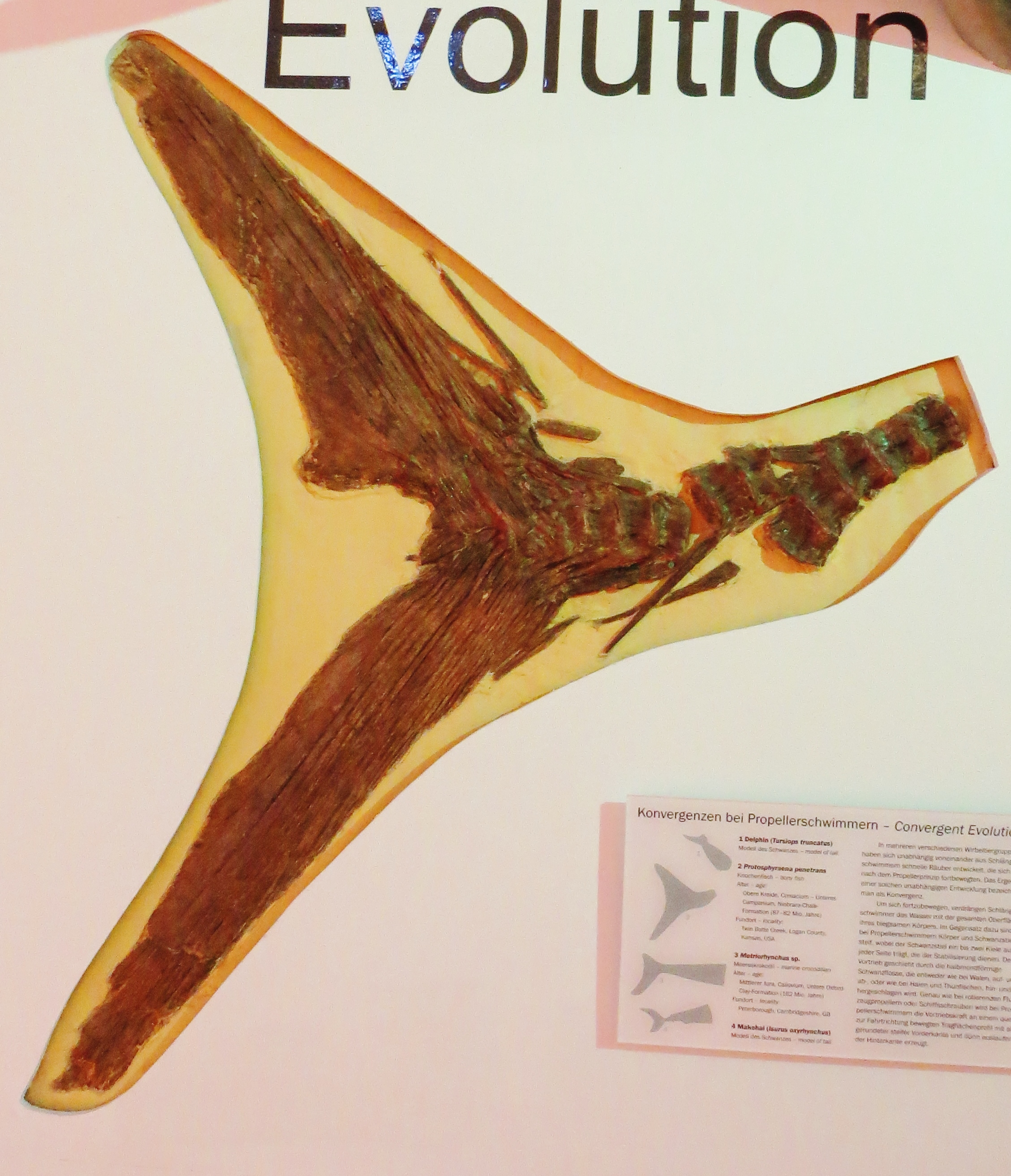
Ossa della coda di Protosphyraena penetrans

## Habitat
La protosfirena era un grande pesce, lungo in media 2-3 metri. Condivideva i mari cretacei con molte altre specie di pesci predatori, come Xiphactinus e Gillicus, ma anche con rettili marini di enormi dimensioni, come i mosasauri o i plesiosauri. Il suo nome deriva dalla parola greca “protos” (“antico”) e da Sphyraena, il nome generico del barracuda, dal momento che i paleontologi inizialmente pensavano che la protosfirena fosse un antico barracuda.

## Scoperte

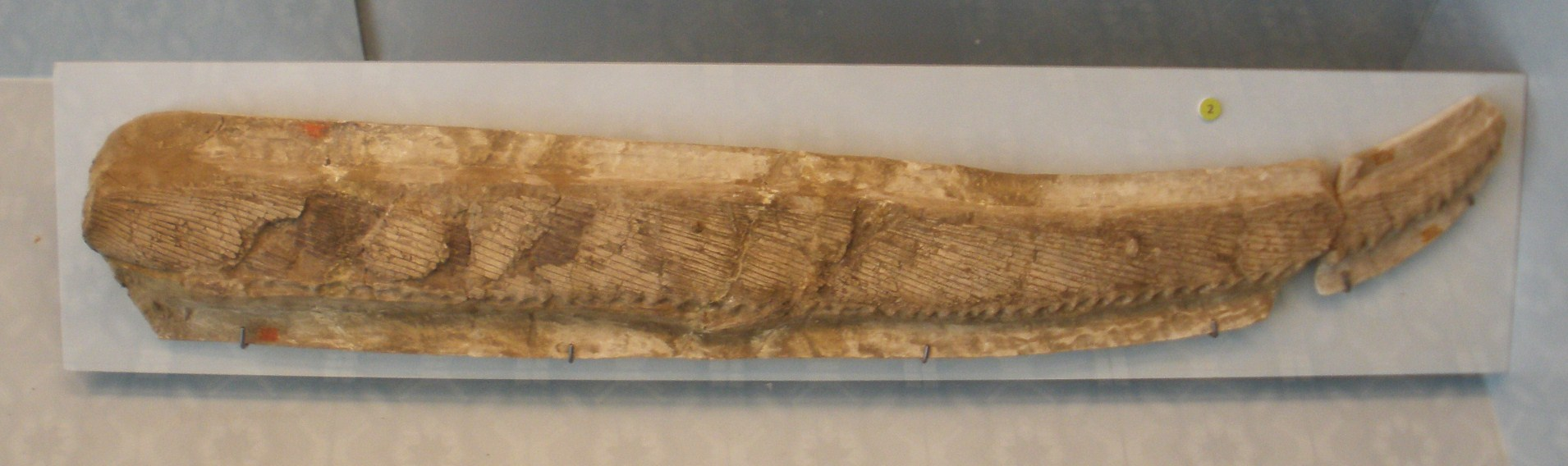
Fossile di Protosphyraena ferox

Come per molti altri vertebrati fossili rinvenuti nell'Era vittoriana, la tassonomia della protosfirena ha una storia particolarmente confusa. Fossili delle spine pettorali appartenenti a questo pesce vennero trovate nel 1822 dal geologo Gideon Mantell, in depositi di calcare dell'Inghilterra. Questi resti furono denominati Protosphyraena ferox nel 1857 dallo statunitense  Joseph Leidy, il quale poco tempo prima aveva pubblicato un'illustrazione di un dente di protosfirena proveniente dal New Jersey ma lo aveva erroneamente classificato come appartenente a un dinosauro.
Nel corso degli anni '70 dell' ‘800 il cercatore di fossili B. F. Mudge rinvenne una gran quantità di esemplari di protosfirena in Kansas, nel calcare di Niobrara. Tra il 1873 e il 1877 i resti vennero studiati dal paleontologo Edward Drinker Cope, che li considerò come appartenenti a tre generi distinti: Erisichte nitida, Portheus gladius e Pelecopterus pernicciosus. Tra il 1895 e il 1903 molti paleontologi in America e in Inghilterra, tra cui Arthur Smith Woodward, operarono una revisione dei fossili, aggiungendo molte informazioni riguardanti la protosfirena.

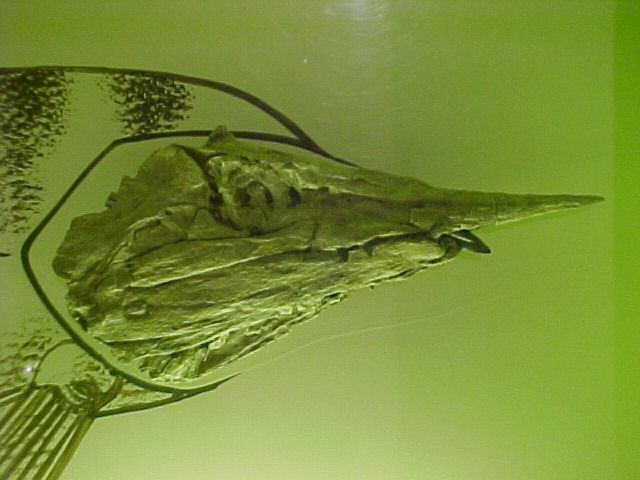
Fossile di Protosphyraena, Fernbank Science Center, Atlanta, Georgia

Molti esemplari di protosfirena sono stati rinvenuti in Nordamerica, e solo nel calcare di Niobrara sono state riconosciute tre specie: P. nitida, P. perniciosa e P. gladius. Una quarta specie, P. bentonianum, è stata ritrovata in livelli un poco più antichi. Nel 2010 la specie P. gladius è stata ridescritta come appartenente a un nuovo genere, Bonnerichthys, imparentato con il gigantesco filtratore di plancton Leedsichthys.